# Tjojbalsan (stad)
Tjojbalsan (Чойбалсан med mongolisk kyrillisk skrift) är huvudstaden i provinsen Dornod i Mongoliet. Den utgör distriktet (sum) Cherlen. Staden hette tidigare Bayan Tümen, men döptes om 1941 efter den kommunistiske ledaren Chorloogijn Tjojbalsan. År 2000 hade staden totalt 41 714 invånare, vilket gjorde den till Mongoliets fjärde största stad.